# ماكس نيومان
ماكس نيومان (بالإنجليزية: Max Newman )‏ (و. 1897 – 1984 م) هو عالم تعمية، ورياضياتي، وعالم حاسوب بريطاني، ولد في لندن، كان عضوًا في الجمعية الملكية، توفي في كامبريج، عن عمر يناهز 87 عاماً.

## التعليم
تعلم في كلية سانت جونز.

## جوائز
حصل على جوائز منها:
- ميدالية دو مورغان (1962)
- زميل في الجمعية الملكية.